# قرية رأسية
القرية الرأسية تشير إلى ناطحات سحاب جاهزة للتركيب والفصل. تعتبر عمارة فعالة وتوعد مفاجئات كبيرة في الأداء من خلال تصميم.
أعلنت بلدية الدنمارك منافسة معمارية موضوعها عمارة سكنية ذو طابع حديث, فاز فيها الشركة المعمارية مفردف (MVRDV) بمشروع سمي قرية رأسية (Sky Village): برج ارتفاعه 116 متر، توجد فية منازل، بالإضافة إلى متاجر، مكاتب وفندق، الميدان الواقع أمام المبنى يستخدم كحديقة عامة.
مفهوم القرية الرأسية يقوم على شبكة مرنة تحتوي على صناديق"، أو بكسل 7.8 × 7.8 متر لكل منهما، يتم ترتيبها حول محور رئيسي في وسط المبنى.

## لماذا المبنى شيد على شكل صناديق؟
لأنه يمكن تعديله وتكرره، ليتماشى مع الواقع الاقتصادي وردا على عدم استقرار السوق. مقاييس الشبكة 7.8 7.8 م التي تمثل الهيكل الوظيفي : منزل صغير أو مكتب صغير. توحيد الوحدات، أو البكسل، يمكن أن تشكل مساحات كبيرة للشقق والمكاتب وغرف الفنادق.
الهيكل يسمح بالاستدامة من وجهات النظر المختلفة. الشكل يقلل من حجم تأثير الظلال على المنازل المجاورة من دون عرقلة المرور على مستوى الأرض.
القرية الرأسية لها مساحة = 21.688 متر مربع منها 970 متر مربع للمتاجر، 15.800 متر مربع للمكاتب، 3650 متر مربع للسكن و2،000 متر مربع لفندق و13،600 في الطابق السفلي لمواقف السيارات والتخزين.

## أقرأ أيضا
- مزرعة رأسية

## وصلات خارجية
- skyVillage